# فيكتور باسكوف
فيكتور مارينوف باسكوف (بالبلغارية: Виктор Маринов Пасков) (10 سبتمبر 1949 - 16 أبريل 2009)، هو كاتب وموسيقي وعالم موسيقى وكاتب سيناريو بلغاري.

## وفاته
توفي 16 أبريل 2009 بسبب سرطان الرئة في مدينة برن، سويسرا، عن عمر يناهز 59 عامًا. ودُفن في مقبرة صوفيا المركزية.

## من مؤلفاته المترجمة الى اللغة العربية
- رواية: «أنشودو لغورغ هينيك». (تدور أحداث رواية «أنشودة لغورغ هينيك» في بلغاريا الخمسينيات من القرن العشرين، حول صانع الكمنجات التشيكي العجوز غورغ هينيك، كما يرويها الطفل فكتور. الرواية التي تعدّ من كلاسيكيات الأدب العالمي (ترجمة خيري حمدان - دار سرد، ودار ممدوح عدوان)، وفيها يروي الموسيقي والكاتب البلغاري قصّة عن الحب والصداقة والحضارة والفقر، ورفض التغييرات التي يفرضها العالم الحديث على القيم من خلال بطله غورغ هينيك الذي يضطرّ إلى ترك بلده تشيكيا والهجرة إلى صوفيا البلغارية حيث يقضي أيامه الأخيرة).